# Plattensee (Schwarzwald)
Der Plattensee ist ein Stausee rund 840 Meter westlich und flussaufwärts der Zweribachwasserfälle im Naturraum Mittlerer Schwarzwald. Er wurde im Jahr 1924 als Oberbecken für das Zweribachwerk beim Zinken Obertal von Simonswald angelegt. Er staut den Zweribach, der gut zwei Kilometer weiter östlich in die Wilde Gutach mündet, und einen kleineren Zufluss mit Namen Harzmoosbach. Der Stausee liegt hauptsächlich in der Gemeinde Simonswald im Landkreis Emmendingen, der Südteil auf dem Gebiet der Gemeinde St. Peter im Landkreis Breisgau-Hochschwarzwald. Das Auslaufrohr erreicht das Kraftwerk in nordöstlicher Richtung im Zinken Obertal von Simonswald, dieser Teil des Abflusses mündet dann über einen Kilometer unterhalb des Zweribachs ebenfalls in die Wilde Gutach.

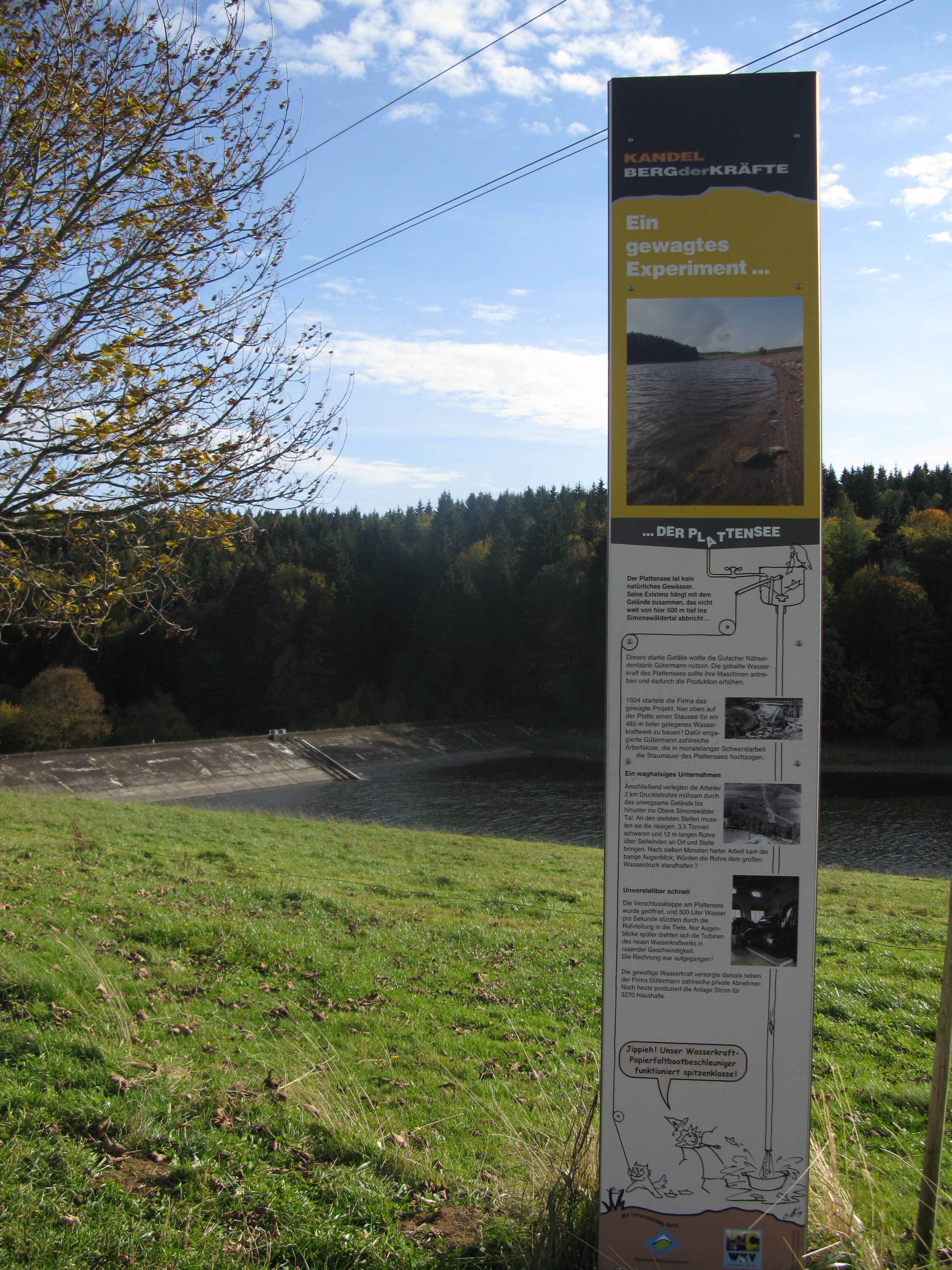
Infotafel am Plattensee